# Nancy Kelly
Pour les articles homonymes, voir Kelly.
Nancy Kelly, née le 25 mars 1921 à Lowell (Massachusetts) et morte le 2 janvier 1995 à Bel Air (Californie), est une actrice américaine.

## Biographie
Elle naît dans une famille de gens de théâtre de descendance irlandaise. Son père, John Robert Powers (en), est un acteur et le directeur d'une importante agence de mannequins de New York. Nan Kelly, sa mère, est une actrice de théâtre populaire. Dès leur enfance, Nancy et son jeune frère, le futur acteur Jack Kelly, reçoivent des cours d'art dramatique de leur mère qui prend également en charge leur carrière. En tant qu'enfant d'actrice, Nancy Kelly joue, avant ses 17 ans, dans plusieurs films réalisés sur la côte Est et prête également sa voix à des personnages de feuilletons radiophoniques. Grâce à l'agence de son père, elle apparaît aussi comme mannequin enfant dans plusieurs publicités de l'époque.
Elle fait ses débuts sur Broadway en 1931 dans Give Me Yesterday, un mélodrame d'Alan Alexander Milne. Elle joue ensuite régulièrement dans des productions new-yorkaises. Son plus gros succès théâtral demeure son interprétation de Christine Penmark, une mère suicidaire, dans le drame The Bad Seed de Maxwell Anderson qui lui vaut le Tony Award de la meilleure actrice dans une pièce en 1955. Lorsque la pièce est adaptée au cinéma par Mervyn LeRoy en 1956 pour le film La Mauvaise Graine (The Bad Seed), Nancy Kelly reprend son rôle et est nommée pour l'Oscar de la meilleure actrice.
Au cours de sa carrière cinématographique, qui s'étend des années 1930 aux années 1950, elle tourne avec de grands réalisateurs des films de divers genres : avec John Ford pour le drame de guerre Patrouille en mer (Submarine Patrol, 1938) aux côtés de Richard Greene ; avec Henry King pour le film biographique Stanley et Livingstone (Stanley and Livingstone,1939) aux côtés de Spencer Tracy ; avec Roy Del Ruth pour la comédie Il épouse sa femme (en) (He Married His Wife, 1940) aux côtés de Joel McCrea ; avec Robert Siodmak pour le film noir Fly-by-Night (1942), aux côtés de Richard Carlson ; avec Wilhelm Thiele pour le film d'aventures Le Mystère de Tarzan (Tarzan's Desert Mystery, 1943), aux côtés de Johnny Weissmuller ; ou encore avec John English pour le film policier Meurtre au music-hall (Murder in the Music Hall, 1946), où elle partage la vedette avec Vera Ralston.
Hormis son activité au théâtre, elle n'apparaît plus qu'à la télévision après 1957. Elle incarne notamment, aux côtés de Gena Rowlands, une terrifiante voleuse de bébés dans l'épisode The Lonely Hours de la série télévisée américaine Suspicion (The Alfred Hitchcock Hour) en 1963.
Elle est lauréate à deux reprises — 1956 et 1964 — du Sarah Siddons Award pour ses interprétations sur les planches des théâtres de Chicago.
Elle meurt en 1995 à son domicile des complications d'un diabète.

## Filmographie

### Au cinéma
- 1926 : The Untamed Lady de Frank Tuttle
- 1926 : Mismates (en) de Charles Brabin : Jimsy
- 1926 : Gatsby le Magnifique (The Great Gatsby) de Herbert Brenon
- 1926 : The Pig's Curly Tail de Walter Lantz
- 1929 : Une nuit dans la tempête (en) (The Girl on the Barge) d'Edward Sloman : Superior McCadden
- 1929 : Glorifying the American Girl de Millard Webb : un enfant
- 1935 : Convention Girl (en) de Luther Reed : Betty, call girl
- 1938 : Patrouille en mer (Submarine Patrol) : Susan Leeds
- 1939 : Le Brigand bien-aimé (Jesse James) d'Henry King et Irving Cummings : Zerelda 'Zee' Cobb, later Zerelda 'Zee' James
- 1939 : Descente en vrille (Tail Spin) de Roy Del Ruth : Lois Allen
- 1939 : L'Aigle des frontières (Frontier Marshal) : Sarah Allen
- 1939 : Stanley et Livingstone (Stanley and Livingstone) : Eve Kingsley
- 1940 : Il épouse sa femme (en) (He Married His Wife) : Valerie Randall
- 1940 : Poings de fer, cœur d'or (Sailor's Lady) d'Allan Dwan : Sally Gilroy
- 1940 : Private Affairs (en) : Jane Bullerton
- 1940 : Une nuit sous les tropiques (One Night in the Tropics) : Cynthia Merrick
- 1941 : Scotland Yard (en) : Lady Sandra Lasher
- 1941 : A Very Young Lady : Alice Carter
- 1941 : Parachute Battalion (en) : Kit Richards
- 1942 : Le meurtrier s'est échappé (Fly-by-Night) de Robert Siodmak : Pat Lindsey
- 1942 : Les Rivages de Tripoli (To the Shores of Tripoli) : Helene Hunt
- 1942 : Friendly Enemies : June Block
- 1943 : Femmes enchaînées (en) (Women in Bondage) : Toni Hall
- 1943 : Tornado (en) : Victory Kane
- 1943 : Le Mystère de Tarzan (Tarzan's Desert Mystery) : Connie Bryce
- 1944 : Gambler's Choice (en) : Mary Hayes aka Vi Parker
- 1944 : Quatre du music-hall (en) (Show Business) : Nancy Gay
- 1944 : Double Exposure : Pat Marvin

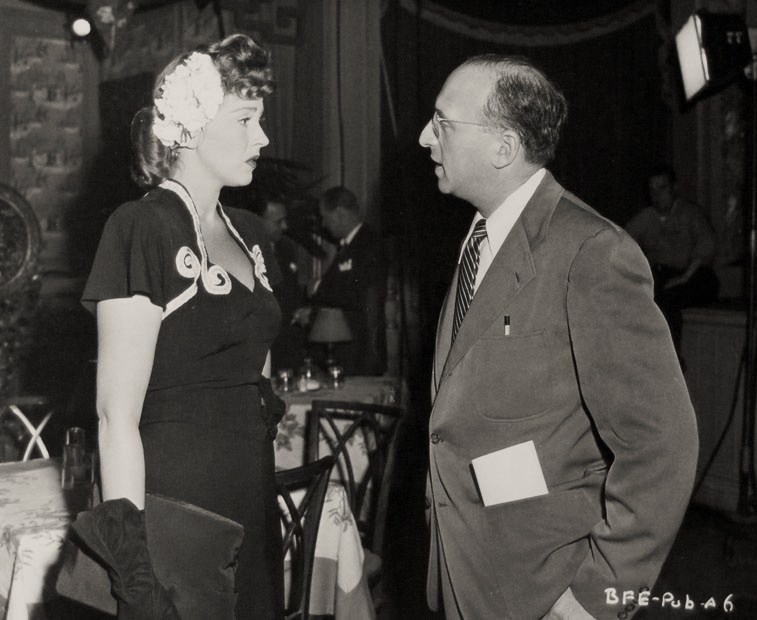
Nancy Kelly avec le réalisateur William Berke sur le tournage de Betrayal from the East

- 1945 : Trahison japonaise (Betrayal from the East) : Peggy Harrison
- 1945 : Song of the Sarong (en) : Sharon
- 1945 : The Woman Who Came Back : Lorna Webster
- 1945 : Follow That Woman (en) : Nancy Boone
- 1946 : Meurtre au music-hall (Murder in the Music Hall) : Mrs. Rita Morgan
- 1956 : Crowded Paradise (en) : Louise Heath
- 1956 : La Mauvaise Graine (The Bad Seed) : Christine Penmark

### À la télévision
- 1950 : Minor Incident, épisode 28, saison 1 de la série télévisée The Silver Theatre (en) : Dorothy
- 1950 : Welcome Home, épisode 1, saison 2 de la série télévisée Starlight Theatre (en) : Anne Merrill
- 1951 : What's Yours Is Mine, épisode 22, saison 1 de la série télévisée Faith Baldwin Romance Theatre (en)
- 1953-1954 : Lux Video Theatre (en) - 2 épisodes :
  - With Glory and Honor, épisode 32, saison 3 : Clare
  - The Bachelor of Grandby Oaks, épisode 12, saison 12 : Sheila
- 1953-1956 : Studio One - 4 épisodes :
  - The Fathers, épisode 30, saison 5
  - Conflict, épisode 37, saison 5
  - The Secret Self, épisode 50, saison 6 : Dorothea
  - The Pilot, épisode 6, saison 9 : sœur M. Aquinas
- 1954 : I Do Solemnly Swear, épisode 23, saison 6 de la série télévisée Suspense
- 1954 : Nothing Personal, épisode 43, saison 1 de la série télévisée Kraft Television Theatre (en)
- 1954 : Time Bomb, épisode 2, saison 7 de la série télévisée The Philco Television Playhouse
- 1956 : Roar of the Lion, épisode 3, saison 1 de la série télévisée The Kaiser Aluminum Hour (en) : Dora
- 1957 : Circle of the Day, épisode 35, saison 1 de la série télévisée Playhouse 90 : Barbara Millet
- 1957 : Murder is a Witch, épisode 40, saison 3 de la série télévisée Climax! : Irene Marshall
- 1958 : Office Party, épisode 3, saison 2 de la série télévisée Alcoa Theatre (en) : Martha Dolon
- 1962 : La Tempête (The Storm), saison 2, épisode 18 de la série télévisée Thriller : Fran Steppe
- 1962 : Nothing Equals Nothing, épisode 4, saison1 de la série télévisée Sam Benedict (en) : Sarah Wallace Sykes
- 1963 : The Lonely Hours, épisode 23, saison 1 de la série télévisée Suspicion (The Alfred Hitchcock Hour) : Mrs. J. A. Williams / Vera Brandon
- 1974 : Appointment with Danger, épisode 24, saison 5 de la série télévisée Médecins d'aujourd'hui : Kate
- 1975 : The Impostor, téléfilm de Edward M. Abroms : Victoria Kent
- 1975 : Echo of Danger, épisode 4, saison 1 de la série télévisée Bronk : Enid Howard
- 1977 : Murder at the World Series, téléfilm de Andrew V. McLaglen : Alice Dakso

## Distinctions
- Prix Sarah-Siddons 1956
- Prix Sarah-Siddons 1964